# Brazzaville Challenger 2024
Il Brazzaville Challenger 2024 è stato un torneo maschile di tennis professionistico. È stata la 1ª edizione del torneo, facente parte della categoria Challenger 50 nell'ambito dell'ATP Challenger Tour 2024, con un montepremi di 41 000 $. Si è giocato dal 28 ottobre al 3 novembre 2024 sui campi in terra rossa di Brazzaville, nella Repubblica del Congo.

## Partecipanti

### Teste di serie
| Nazionalità    | Giocatore                  | Ranking* | Testa di serie |
| -------------- | -------------------------- | -------- | -------------- |
| Romania        | Filip Cristian Jianu       | 213      | 1              |
| Argentina      | Santiago Rodríguez Taverna | 218      | 2              |
| Francia        | Calvin Hemery              | 223      | 3              |
| Venezuela      | Gonçalo Oliveira           | 277      | 4              |
| Francia        | Corentin Denolly           | 306      | 5              |
| Zimbabwe       | Benjamin Lock              | 344      | 6              |
| Costa d'Avorio | Eliakim Coulibaly          | 406      | 7              |
| Francia        | Florent Bax                | 502      | 8              |

* Ranking al 21 ottobre 2024.

### Altri partecipanti
I seguenti giocatori hanno ricevuto una wild card per il tabellone principale:
- Filip Cristian Jianu
- Dhruva Mulye

Il seguente giocatore è entrato in tabellone con il ranking protetto:
- Courtney John Lock

I seguenti giocatori sono entrati in tabellone come alternate:
- Samir Hamza Reguig
- Dev Javia

I seguenti giocatori sono passati dalle qualificazioni:
- Dragoș Nicolae Cazacu
- Yuvan Nandal
- Julien De Cuyper
- Lawrence Bataljin
- Matteo Covato
- Yam Chun-ming

## Punti e montepremi
| Torneo    | Torneo              | V     | F     | SF    | QF    | 2T  | 1T  | Q | Q2  | Q1  |
| Singolare | Punti               | 50    | 25    | 14    | 8     | 4   | 0   | 3 | 1   | 0   |
| Singolare | Premi in denaro ($) | 5,500 | 3,260 | 1,900 | 1,120 | 660 | 395 | – | 215 | 125 |
| Doppio    | Punti               | 50    | 25    | 14    | 8     | –   | 0   | – | –   | –   |
| Doppio    | Premi in denaro ($) | 2,130 | 1,250 | 745   | 435   | –   | 245 | – | –   | –   |

## Campioni

### Singolare
Gonçalo Oliveira ha sconfitto in finale  Filip Cristian Jianu con il punteggio di 6–4, 6–3.

### Doppio
Florent Bax /  Karan Singh hanno sconfitto in finale  Simone Agostini /  Alec Beckley con il punteggio di 7–5, 6–1.